# Clan Anstruther
El Clan Anstruther és un clan escocès.

## Història
El clan es va originar a la ciutat d'Anstruther, i va ser adoptat com a nom familiar. El nom és d'origen gaèlic: "un" (el) i "sruthair" (petit rierol).

### Orígens del clan
Alexandre I d'Escòcia va concedir les terres d'Anstruther a Guillem de Candela a principis del segle XII. Hi ha una sèrie d'orígens suggerits per a William, però la investigació apunta als normands a Itàlia. Se sap que Guillem I d'Anglaterra va demanar ajuda a Guillem, comte de Candela, que va enviar el seu fill. És probable que aquest fill fos Guillem de Candela, que va rebre la concessió de terres d'Alexandre.
El fill de Guillem de Candela, també Guillem, va ser un benefactor dels monjos de l'abadia de Balmerino. El lloc que ara ocupa el Museu Escocès de la Pesca a Anstruther va ser un regal de William. La següent generació de la família, Henry, ja no s'anomenava de Candela, sent descrita com "Henricus de Aynstrother dominus ejusdem" en una carta que confirmava les concessions de terres a l'abadia de Balmerino.
Henry Anstruther va acompanyar Lluís IX de França a les croades i va jurar fidelitat al rei Eduard I d'Anglaterra el 1292 i de nou el 1296.

## Segles XV i XVI
El 1483, Andrew Anstruther d'Anstruther va confirmar el dret a una baronia i va lluitar contra els anglesos a la batalla de Flodden el 1513 durant les guerres anglo-escoceses. Andrew Anstruther es va casar amb Christina Sandilands, descendent de la princesa Jean o Joanna, filla de Robert II d'Escòcia. El seu segon fill, David, va lluitar en la batalla de Pavia el 1520 al servei de Francesc I de França al regiment escocès-francès. Aquesta línia va acabar amb la mort de l'últim baró d'Anstrude el 1928.
El besnét d'Andrew, Sir James Anstruther, va ser escollit com a company del jove Jaume VI d'Escòcia, que el va nomenar Gran Carver hereditari, un títol que encara avui té el cap de família. El 1595 esdevingué Mestre de la Casa.

## Segle XVII i la Guerra Civil
William, el fill gran de Sir James Anstruther, va acompanyar Sir James a Londres després de la Unió de les Corones el 1603 on va ser nomenat Cavaller de l'Ordre del Bany. El segon fill de Sir James, Sir Robert, va servir com a diplomàtic tant de Jaume I com de Carles I.
Sir Phillip Anstruther, el segon fill de Sir Robert, va lluitar com a reialista durant la guerra civil, i va rebre Carles II al castell de Dreel després de la seva coronació a Scone el 1651. Phillip Anstruther va ser fet presoner després de la batalla de Worcester el 1651. Va ser exclòs de l'Acta de Gràcia de Cromwell i els seus béns van ser confiscats. Li van ser restituïts després de la restauració de la monarquia per part de Carles II. El germà de Phillip, Sir Alexander Anstruther, es va casar amb l'honorable. Jean Leslie, filla del general David Leslie, Lord Newark.

Escut d'armes

## Cap del clan
El cap del clan Anstruther és Tobias Alexander Campbell Anstruther Of that Ilk i de Balcaskie, fill petit de Sir Ian Anstruther.

## Castells dels clans
El seient del cap del clan roman a Balcaskie a Fife, que probablement va ser construït al voltant de 1670 per Sir William Bruce. Airdrie House i Newark Castle a Fife també pertanyen als Anstruthers.

## Perfil del clan
- Armes: d'argent, tres piles que surten del sabre principal
- Escut: dos braços amb armadura que sostenen una destral amb les dues mans enganxades
- Lema: Periissem ni periissem (hauria mort si no haguera persistit)